# Голям индийски щъркел
Голям индийски щъркел (Leptoptilos dubius) е вид птица от семейство Щъркелови (Ciconiidae). Видът е застрашен от изчезване.

## Разпространение и местообитание
Разпространен е в Бангладеш, Виетнам, Индия, Камбоджа, Непал и Тайланд.